# گلی (داغستان)
گلی (به لاتین: Geli) یک منطقهٔ مسکونی در روسیه است که در شهرستان قره‌بودوخ‌کنتسکی واقع شده‌است.